# Собеслав II (Бохемия)
Собеслав II (на чешки: Soběslav II.; * 1128, † 1180) за пет години е херцог на Бохемия от династията Пршемисловци. Запомнен е като Княза на селяните.